# Rawhide (Lied)

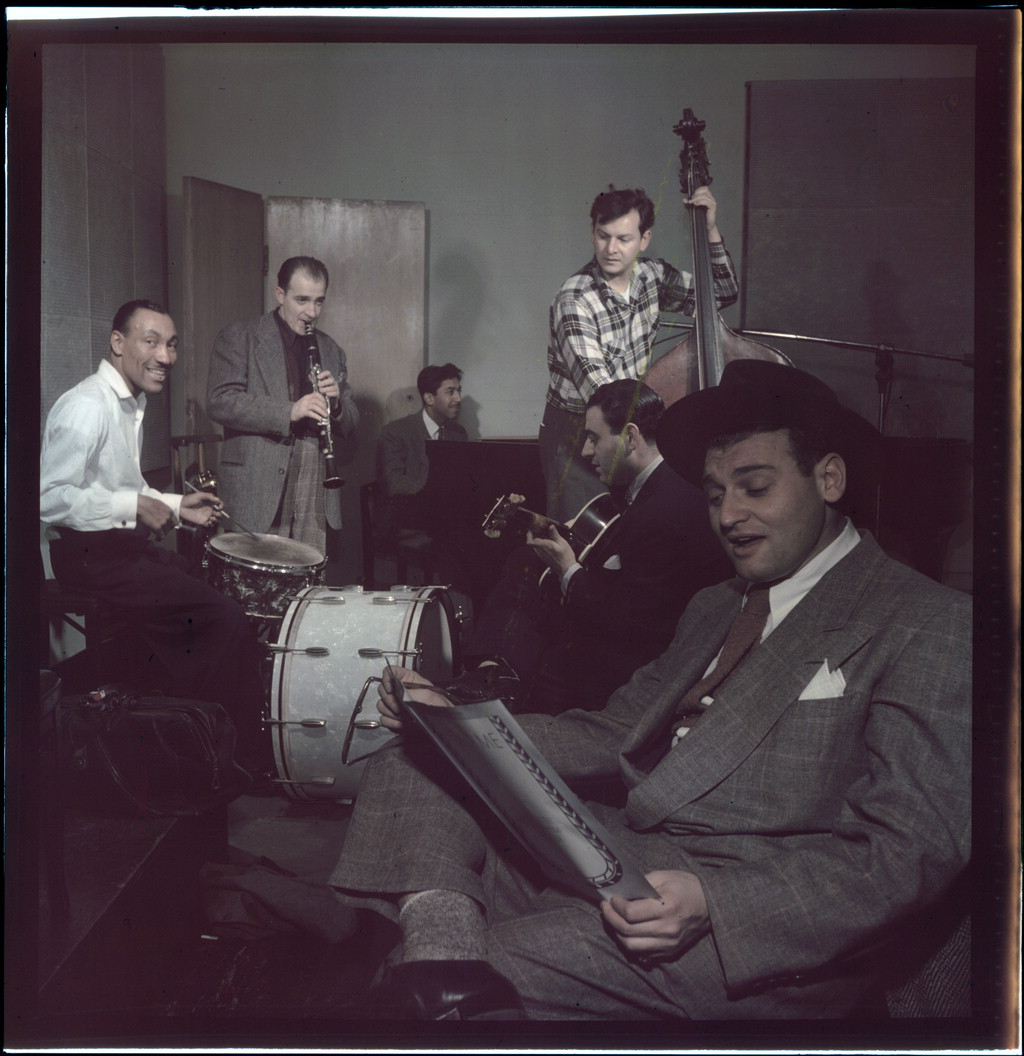
Frankie Laine (rechts) bei einer Aufnahme mit Jimmy Crawford (links), um 1947. Fotografie von William P. Gottlieb.

Rawhide ist ein Country-Song von Frankie Laine. Er ist der Titelsong der gleichnamigen US-Westernserie, die von 1959 bis 1966 vom Fernsehsender CBS ausgestrahlt wurde. In Deutschland wurden 13 Folgen unter dem Titel Tausend Meilen Staub gezeigt.
Das Stück wurde in zahlreichen Versionen gecovert, unter anderem für den Film Blues Brothers. Ähnlich wie (Ghost) Riders in the Sky und die Titelmelodie der TV-Serie Bonanza gilt Rawhide als eines der bekanntesten und meistinterpretierten Crossover-Stücke aus dem Bereich Western Music.

## Geschichte
Rawhide entstand 1959 als Auftragskomposition für die gleichnamige TV-Westernserie. Die Musik komponierte Dimitri Tiomkin, ein 1925 in die USA emigrierter Russe, der bereits für eine Reihe von Hollywood-Erfolgsfilmen (Mr. Smith geht nach Washington, Zwölf Uhr mittags, In den Fesseln von Shangri-La) die Filmmusik geschrieben hatte. Der Text stammte von Ned Washington, einem in der Filmbranche ebenfalls stark nachgefragten Liedtexter, der mit zahlreichen Stars, Musikern und Produzenten zusammengearbeitet hatte – unter anderem den Marx Brothers, Billie Holiday, Bing Crosby sowie den Disney-Studios. Frankie Laine, Originalinterpret des Songs, war als vielseitiger Interpret bekannt, der sowohl klassische Crooner-Balladen als auch bluesige Stücke in sein Repertoire aufnahm. Darüber hinaus hatte sich Laine bereits als Interpret bekannter Western-Filmsongs einen Namen gemacht – unter anderem mit den Stücken High Noon (Do Not Forsake Me) und 3:10 To Yuma.
Der Liedtext von Rawhide ist simpel gehalten. In idealisierter Form thematisierte er die mit einem Viehtrieb verbundenen Strapazen sowie die Gedanken und Hoffnungen der beteiligten Cowboys – insbesondere die Sehnsucht nach ihren Liebsten und die Vorfreude auf das Wiedersehen. Der Song hatte zunächst nur mittelprächtigen Erfolg. Er gelangte 1959 zwar in die US- und UK-Top-Ten, schaffte es allerdings nicht auf Platz eins. Trotzdem wurde das Lied bald populär.
Ein Faktor dabei war sicher die ungewöhnlich lange Ausstrahlungsdauer der Serie. Laine selbst spielte im Lauf seiner Karriere weitere Versionen ein. Für eine weitere Verbreitung der Melodie sorgten Mitte der 1960er einige Instrumentaleinspielungen des Stücks im Surf-Sound – unter anderem von den Ventures und Link Wray. Einzug ins Repertoire der Rockmusik hielt Rawhide mit Blues Brothers – einem populären Film aus dem Jahr 1980. Konkreter Auslöser hier: die mit dem Film einhergehende Songversion der auch im Film auftretenden Band Blues Brothers.

## Coverversionen
Im Lauf der Jahre avancierte Rawhide zu einem Klassiker des Cowboysongs und zu einem der wenigen wirklich populär gewordenen Westernmusik-Stücke, die den Crossover in das Repertoire der Rockmusik nachhaltig schafften. Der iTunes Music Store listete Ende 2012 eine dreistellige Anzahl unterschiedlicher Einspielungen auf. Neben orchestralen Einspielungen des TV-Serienthemas (unter anderem von dem Londoner Royal Philharmonic Orchestra sowie dem Orchester seines ursprünglichen Komponisten Dimitri Tiomkin) finden sich A-cappella-Versionen von Gesangsformationen, Rock- und Pop-Varianten (Liza Minnelli, The Jackson Five) sowie zahlreiche Coverversionen aus dem Country-Bereich, unter anderen von Sheb Wooley, einem der Darsteller der Serie, Johnny Cash sowie der Western-Swing-Interpretin Kata Hay.
Weitere Surf-Instrumentalvarianten spielten die Lively Ones sowie in neuerer Zeit die Formation Los Straitjackets ein. Punk-, Folkpunk-, Metal-, Psychobilly- und Indierock-Formationen nahmen das Stück ebenfalls regelmäßig in ihr Repertoire mit auf. Beispiele hierfür sind Dead Kennedys, The Meteors, Sublime, die finnische Metal-Band Ensiferum und die deutsche Metal-Formation Dezperadoz.
Aufgegriffen wurde der Song auch von Interpreten aus den Bereichen Elektronische Musik, Hip-Hop und Ska. Eine textlich wie von Melodie und Rhythmus her stark verfremdete Version spielte 2007 der Sampling-Künstler Jamie T ein. 1997 veröffentlichte die Formation Ministry of Ska eine Instrumentalversion im Ska-Stil. Die britische Folkpunk-Band The Men They Couldn’t Hang mixte auf ihrem ersten Album 1985 das Stück zu einem Medley mit dem gleichfalls bekannten Cowboysong (Ghost) Riders in the Sky.
Der Folksänger Danno koppelte das Thema auf seinem Album The Next Time Around 2001 mit einem bekannten Calypso-Song – dem Banana Boat Song von Harry Belafonte. Eine niederländische Version von Rawhide spielten die beiden Sänger und Entertainer Jan Rot und Marjolein Meijers 2008 unter dem Titel Yippieyayee ein.